# Igreja Luterana Ucraniana
A Igreja Luterana Ucraniana (ILU; em ucraniano:  Українська Лютеранська Церква, transl. Ukraiinska Luteranska Tserkva), anteriormente chamada de Igreja Evangélica Ucraniana da Confissão de Augsburgo, é uma Igreja Luterana de Rito Bizantino com sede na Ucrânia. A denominação cristã oriental consiste em 25 congregações na Ucrânia, servindo mais de 2.500 membros e administra o Seminário Teológico Luterano Ucraniano Santa Sofia em Ternopil, na Ucrânia ocidental.
A ILU é membro da Conferência Evangélica Luterana Confessional (CELC), uma organização mundial de igrejas confessionais luteranas de mesmas crenças.

## Crenças e adoração
A Igreja Luterana Ucraniana usa o calendário juliano para o ano litúrgico e, portanto, observa dias de festa e épocas litúrgicas, como a Quaresma, de maneira semelhante aos costumes ortodoxos.
A postura durante o culto, como se curvar, é idêntica à de outras partes do cristianismo oriental. O calendário de santos usado pela Igreja Luterana Ucraniana inclui pessoas estimadas no cristianismo oriental, como João Crisóstomo e Nestor, o Cronista, bem como aqueles específicos da Igreja Luterana, como Lucas Cranach, o Velho e Martinho Lutero .
A ILU ensina que a Bíblia é a única fonte autorizada de doutrina. Subscreve as Confissões Luteranas (o Livro de Concórdia) como apresentações precisas do que as Escrituras ensinam. Ensina que Jesus é o centro das Escrituras e o caminho para a salvação eterna, e que o Espírito Santo usa o evangelho em Palavra e Sacramento (Batismo, Comunhão e Confissão e Absolvição) para levar as pessoas à fé em Jesus como Salvador e mantê-las nessa fé, fortalecendo-os na sua vida quotidiana de santificação.
As paróquias luteranas ucranianas são construídas de acordo com a arquitetura bizantina. 
A Igreja Luterana Ucraniana usa a Rosa de Lutero com uma cruz ortodoxa no centro como seu selo.

## História
O luteranismo ucraniano originou-se no século XVII. Em 1933 foi publicada a Liturgia Luterana Ucraniana, a primeira Liturgia do Luteranismo de Rito Bizantino.
A ILU tem suas raízes no início do luteranismo no século XVI e, mais recentemente, na Igreja Evangélica Ucraniana da Confissão de Augsburgo, que foi perseguida pela KGB e pelo governo soviético, que mantinha uma política de ateísmo estatal, em 1939. De 1939 a 1945, muitos clérigos luteranos bizantinos foram martirizados por sua fé. Theodor Yarchuk, um padre que era um dos principais líderes da Igreja Evangélica Ucraniana da Confissão de Augsburg foi torturado e morto em Stanislaviv pelas autoridades comunistas. Muitos leigos luteranos ucranianos também foram enviados para os gulags, onde morreram.
Na diáspora, partes da Igreja Luterana sobreviveram. Em 1989, o pastor Yaroslav Shepeliavets de uma igreja luterana ucraniana em Minnesota encomendou mais de 100.000 Bíblias da Alemanha, traduzidas para o ucraniano, uma vez que os controles comunistas sobre a religião foram relaxados no final da Perestroika.
A ILU foi reorganizada em 1994 por várias congregações luteranas na Ucrânia após a queda da União Soviética e o afrouxamento das restrições à expressão religiosa. Cresceu em existência através do trabalho missionário ativo pela organização missionária "Pensamentos de Fé" do Sínodo Evangélico Luterano nas décadas de 1980 e 1990.
A ILU é legalmente vista como a sucessora do corpo da igreja anterior e recebeu o direito de recuperar algumas das propriedades da igreja que foram apreendidas pelo governo soviético. A ILU foi oficialmente registrada no governo da Ucrânia como uma denominação cristã em 1996.

## Afiliações e relações ecumênicas
A ILU é membro da Conferência Evangélica Luterana Confessional (CELC), uma organização mundial de igrejas confessionais luteranas das mesmas crenças.
A Igreja Luterana Ucraniana é membro do Conselho de Igrejas da Ucrânia, uma organização ecumênica.